# KF51 Panther
Der KF51 Panther ist ein Kampfpanzerprojekt des Rüstungskonzerns Rheinmetall. Ein Prototyp wurde im Juni 2022 auf der Rüstungsmesse Eurosatory vorgestellt.

## Hintergrund
Der KF51 Panther sollte bei seiner Vorstellung im Jahr 2022 Konkurrenz zum Main Ground Combat System (MGCS) darstellen, einer deutsch-französischen Kooperation zur Entwicklung eines Leopard-2-Nachfolgers, die seit 2012 besteht. Rheinmetall habe sich zur Entwicklung eines eigenen Kampffahrzeugs entschieden, nachdem das Unternehmen im MGCS-Projekt keinen hinreichenden Einfluss habe ausüben können. Der KF51 Panther sei auch als Antwort auf Russlands neue Generation von Kampfpanzern T-14 Armata zu verstehen. Laut Rheinmetall ist er der erste Vertreter einer neuen Gefechtsfahrzeugfamilie.

## Technische Beschreibung
Der Prototyp des KF51 Panther basiert auf der Wanne des Leopard 2, von dem auch der Antriebsstrang, das Getriebe und das Laufwerk übernommen wurden. Er wiegt jedoch mit 59 Tonnen etwa drei Tonnen weniger als dieser und besitzt eine vergleichbare Reichweite von etwa 500 Kilometern.

### Besatzung und Bedienung
Er ist auf eine Besatzung von drei Personen ausgelegt (Kommandant, Fahrer und Richtschütze); ein vierter Platz kann von einem Waffen- oder Systemspezialisten eingenommen werden. Der Turm und die Waffen können auch von den Plätzen in der Wanne gesteuert werden, wodurch sich laut Rheinmetall „perspektivisch auch Varianten des KF51 mit unbemannten Türmen oder komplett fernbedienbare Fahrzeuge“ ergeben. Der KF51 ist vollständig digitalisiert und soll „einfach updatebar“ sein.

### Bewaffnung
Der KF51 verfügt über das Rheinmetall Future Gun System, eine 130-mm-L/52-Glattrohrkanone, die auf der Rheinmetall 130-mm-Glattrohrkanone L/51 basiert. Der Munitionsvorrat besteht aus 20 Schuss im Ladeautomaten und weiteren 10 Schuss im Panzer. Laut Rheinmetall bietet diese Kanone genügend Feuerkraft gegen „alle gegenwärtigen und absehbaren mechanisierten Ziele“. Sie hat eine etwa 50 Prozent höhere Feuerkraft als die 120-mm-Glattrohrkanone des Leopard 2 und eine signifikant höhere Reichweite. Die Hauptbewaffnung des KF51 wird durch ein Koaxial-Maschinengewehr im Kaliber 12,7 × 99 mm ergänzt. Im hinteren Bereich des Turms ist außerdem die automatische fernbedienbare Waffenstation „Natter“ (Kaliber 7,62 × 51 mm) mit allwetterfähigem Sensorsystem verbaut.
Außerdem kann im Turm des KF51 ein Starter für Drohnen des Typs Hero 120 integriert werden.

### Panzerung und Schutzsysteme
Geschützt wird der KF51 durch passive, reaktive und aktive Panzerung. Letztere bietet Schutz sowohl gegen Wuchtgeschosse als auch Panzerabwehrlenkwaffen. Das Top Attack Protection System (TAPS) dient der Abwehr von Angriffen von oben. Darüber hinaus ist er mit dem „Rosy_L“-Nebelschutzsystem (Rapid Obscuring System) und einem abstandsaktiven Schutz namens „StrikeShield“ ausgestattet.

### KF51-U (unbemannter Turm)
Nach der Präsentation kritisierten Analysten, dass der KF51 immer noch einen bemannten Turm hat.
Rheinmetall präsentierte im Juni 2024 auf der Rüstungsmesse Eurosatory in Paris den KF51-U, einen Panther mit einem unbemannten Turm. Die für diesen Panzer nur noch notwendigen drei Bediener sitzen in der Wanne kurz vor dem Turm. Ein Autolader führt der Hauptwaffe aus zwei Magazinen im Turmheck Munition zu. Im KF51-U gibt es einen Munitionsvorrat von 25 Patronen. Der unbemannte Turm kann von oben über eine Wartungsluke betreten werden. Der KF51-U hat als Nebenbewaffnung ein koaxiales schweres Maschinengewehr (Kaliber 12,7 mm) und das Rheinmetall RMG 7.62 zur Drohnenabwehr (anstatt der „Natter“).

## Zukünftige Nutzer
- Ungarn (Ungarn beteiligte sich finanziell; es übernahm einen Teil der Entwicklungskosten):[9] Im Dezember 2023 beauftragte Ungarn Rheinmetall, den Panther bis zur Serienreife zu entwickeln. Abweichend von dem ursprünglichen Modell, das auf der Eurosatory vorgestellt wurde, soll die ungarische Version des Panthers jedoch zunächst mit einer 120-mm-Glattrohrkanone bewaffnet sein.[10] Der KF51 Panther wird in Ungarn fertig entwickelt und produziert.[11]
- Italien – Das Joint Venture Leonardo Rheinmetall Military Vehicles wird für Italien 132 Kampfpanzer auf Basis des KF51 Panther bauen sowie 140 davon abgeleitete Berge-, Brückenlege- und Pionierpanzer.[12] Einschließlich der Beschaffung von weiteren Panzerfahrzeugen auf Basis des Schützenpanzers Lynx hat der Auftrag eine Laufzeit von 15 Jahren und ein Volumen von rund 20 Milliarden Euro, wovon ein Teil in die Instandhaltung der italienischen Produktionsanlagen fließen soll.[13]

## Benennung
Der Historiker und Brigadegeneral a. D. Klaus Wittmann und der Tagesspiegel-Herausgeber Stephan-Andreas Casdorff haben
den Namen des KF51 Panther kritisiert, weil Panther der Suggestivname des von der Wehrmacht im Zweiten Weltkrieg eingesetzten mittleren Panzers Panzerkampfwagen V ist.